# 山姆·库克
塞缪尔·库克，艺名山姆·库克（英語：Sam Cooke，1931年1月22日—1964年12月11日），美国福音音乐、流行乐黑人歌手，同时也是美国灵魂乐的先驱者之一，被称为“灵魂乐之王”。

## 人物生平

### 早年生涯
山姆·库克于1931年生于美国密西西比州，原名塞缪尔·库克（Samuel Cook）。父亲是一位浸礼会牧师。他还有7个兄弟姐妹。1933年全家迁往芝加哥。库克就在芝加哥完成高中学业（和纳京高互为学友）。
库克9岁时开始和兄弟一起唱福音音乐，这成为其音乐事业的开端。1950年他取代了R·H·哈里斯成为“灵魂煽动者”乐队的领唱，并带领乐队和“特别”唱片公司签约，录制了一系列福音歌曲（大部分由库克自己作曲）。这些歌曲深受当时年轻一代人的欢迎。
1957年库克和基恩唱片（Keen Records）签约，并发行了他的第一支冠军单曲《You Send Me》，该曲蝉联R&B排行榜冠军达六星期之久。4年后他也成立了自己的唱片公司——SAR唱片公司，录制了许多著名歌曲如《Twistin' the Night Away》、《Bring It On Home To Me》等。

### 痛失爱子
尽管事业成功，但库克和妻子芭芭拉的婚姻却并不幸福。更不幸的是在1963年，他的年仅1岁半的儿子文森特淹死在自家的游泳池里。库克悲痛万分，认为妻子应为儿子的死负责。

### 死因成谜
1964年12月11日晚，库克在加利福尼亚州洛杉矶的一家汽车旅馆被旅馆经理伯莎·富兰克林开枪射死，年仅33岁。根据行凶者富兰克林所述，库克闯入她的办公处并对她实施了攻击，她射杀库克纯属自卫。
之后，库克的葬礼在芝加哥举行。成千上万的歌迷蜂拥而至，瞻仰他的遗体，为其送行。然而关于库克的死因细节至今仍是个谜。

## 身后荣誉
- 1986年，被列入摇滚名人堂
- 1999年，被赋予格莱美终身成就奖
- 2004年，在《滚石》杂志“100名有史以来最伟大的艺术家”名单中，名列第16位。